# Münchner Literaturbüro
Das Münchner Literaturbüro – Haidhauser Werkstatt e.V. ist eine seit 1984 bestehende Vereinigung von Autorinnen, Autoren und Literaturinteressierten in München-Haidhausen. Das Literaturbüro veranstaltet jeden Freitag Lesungen, bei denen die vorgelesenen Texte anschließend diskutiert und kritisiert werden, wodurch der Autor einen Eindruck von der Wirkung seines Textes und häufig auch Anregung und Verbesserungsvorschläge aus dem (meist selbst schreibenden) Publikum erhält. Mittlerweile haben über 1400 solcher Leseabende stattgefunden.
Einmal jährlich wird seit 1991 der Haidhauser Werkstattpreis vergeben. Seit 2001 werden die Kandidaten vom Publikum als Tagessieger monatlich stattfindender Leseabende gewählt, aus diesen wird dann jährlich der Gewinner des Werkstattpreises gewählt. Preisträger waren unter anderen Arnold Leifert (1995), Florian Seidel (1995), Jaromir Konecny (1998) und Hendrik Rost (1999). Im Jahr 2003 war einer der Tagessieger des Wettbewerbs Uwe Tellkamp mit seinem Text „Fruchtfliegentage“.
Der jährlich ausgeschriebene Lyrikpreis München wurde von 2010 bis 2015 ebenfalls vom Münchner Literaturbüro veranstaltet; danach übernahm der neu gegründete Trägerverein Lyrikpreis München e.V. die Ausrichtung. Eine Vorjury wählt Autoren aus, die sich dann zunächst in Vorrunden in öffentlicher Lesung für das Finale qualifizieren. Auch das Finale findet in Form einer öffentlichen Lesung statt, die Sieger werden von einer Jury aus Lyriksachverständigen gewählt. Preisträger waren unter anderem Lisa Elsässer, Carl-Christian Elze und Birgit Kreipe.
Weiterhin veranstaltet das Münchner Literaturbüro in mittlerweile unregelmäßigen Abständen die Haidhauser Büchertage – eine Veranstaltung, bei der sich Verlage, Literaturzeitschriften und andere Institutionen rund um die Literatur präsentieren.
Die Literaturzeitschriften TORSO und außer.dem entstanden im Umfeld des Literaturbüros und wurden ursprünglich von Mitgliedern herausgegeben. Weiterhin werden die „LiteraturSeiten München“, ein monatlich erscheinendes Faltblatt mit Literaturterminen in München und eine entsprechende Website von Mitgliedern des Literaturbüros herausgegeben bzw. betrieben.
Das Literaturbüro wird gefördert durch das Kulturreferat der Stadt München.
Es befindet sich in der Milchstraße 4 unweit des Rosenheimer Platzes.